# Рамирес, Режиналдо
Режиналдо Рамирес де Оливейра Альбертино (порт. Reginaldo Ramires de Oliveira Albertino; род. 25 апреля 2001, Олимпия, Сан-Паулу) — бразильский футболист, нападающий клуба «Рига».

## Карьера

### «Гремио Озаску Аудакс»
Футбольную карьеру начал в бразильском клубе «Гремио Озаску Аудакс». Дебютировал за клуб 19 августа 2020 года в матче Серии A2 Лиги Паулиста против клуба «Рио-Кларо». Дебютный гол за клуб забил 4 ноября 2020 года в матче Кубка Паулиста против клуба «Интернасьонал Лимейра». В дебютном сезоне провёл за клуб 8 матчей во всех турнирах, отличившись забитым голом.

#### Аренда в «Ред Булл Бразил»
В январе 2021 года футболист на правах арендного соглашения отправился в клуб «Ред Булл Бразил». Дебютировал за клуб 2 марта 2021 года в матче против клуба «Таубате», выйдя на замену на 61 минуте. Дебютный гол за клуб забил 23 апреля 2021 года в матче против клуба «Атибая». Футболист по ходу сезона закрепился в команде, отличившись 5 забитыми голами за клуб. По окончании арендного соглашения покинул клуб.

#### Аренда в «Понте-Прету»
В феврале 2022 года футболист на правах арендного соглашения перешёл в клуб «Понте-Прета». Дебютировал за клуб 14 мая 2022 года в матче бразильской Серии B против клуба «Гремио Новуризонтино», выйдя в стартовом составе. На протяжении сезона оставался игроком скамейки запасных и в августе 2022 года покинул клуб.

#### Аренда в «Акритас Хлоракас»
В августе 2022 года футболист отправился на правах арендного соглашения в кипрский клуб «Акритас Хлоракас». Дебютировал за клуб 5 сентября 2022 года в матче против клуба «Неа Саламина», выйдя на замену в начале второго тайма и отличившись затем дебютной результативной передачей. Дебютный гол за клуб забил 16 сентября 2022 года в матче против клуба «Анортосис». Футболист быстро закрепился в основной команде кипрского клуба, чередуя матчи в стартовом составе и со скамейки запасных. В феврале 2023 года покинул клуб.

### «Рига»

#### Сезон 2023
В феврале 2023 года футболист перешёл в латвийскую «Ригу», подписав с клубом контракт до конца 2025 года. Дебютировал за клуб 12 марта 2023 года в матче против клуба «Елгава», выйдя в стартовом составе и отыграв первый тайм, после чего был заменён. Также футболист стал выступать за вторую команду клуба, за которую дебютировал 11 апреля 2023 года против клуба «Бейтар». Дебютный гол за клуб забил 25 апреля 2023 года в матче против клуба «Метта», выйдя на поле на 68 минуте. За первую половину сезона футболист отличился 2 забитыми голами.

#### Аренда в «Ауду»
В июне 2023 года на правах арендного соглашения присоединился к клубу «Ауда». Дебютировал за клуб 25 июня 2023 года в матче против клуба «Супер Нова», также отличившись дебютными забитыми голами, записав в свой актив дубль. В июле 2023 года футболист вместе с клубом отправился на квалификационные матчи Лиги конференций УЕФА. Первый матч в рамках еврокубкового турнира сыграл 27 июля 2023 года в матче против словацкого «Спартака» из Трнавы, отличившись также забитым голом. Очередным дублем за клуб отличился 15 сентября 2023 года в матче против клуба «Метта», также записав на свой счёт результативную передачу. По итогу сезона футболист стал бронзовым призёром чемпионата. Сам же футболист закончил сезон в роли лучшего бомбардира клуба с 12 забитыми голами во всех турнирах, также записав на свой счёт 3 результативные передачи. По окончании срока арендного соглашения футболист покинул клуб.
В феврале 2024 года футболист на правах арендного соглашения вернулся в клуб «Ауда». Новый сезон футболист начал 8 марта 2024 года с матча против клуба РФС, выйдя на поле в стартовом составе. Первым в сезоне забитым голом за клуб футболист отличился 21 апреля 2024 года в матче против клуба «Тукумс 2000». В следующем матче 26 апреля 2024 года против клуба «Метта» футболист отличился забитым хет-триком.